# Barnstaple
Barnstaple – miasto w południowo-zachodniej Anglii, w hrabstwie Devon, położone nad rzeką Taw.
Liczba ludności według stanu na kwiecień 2006 roku wynosi 34 000. Miasto jest głównym centrum szlaku turystycznego Tarka Trail. W mieście znajduje się stacja kolejowa.

## Miasta partnerskie
Barnstaple podpisało umowę z trzema miastami. Są to:
- Barnstable, Stany Zjednoczone
- Uelzen, Niemcy
- Trouville-sur-Mer, Francja

## Demografia
Zgodnie z danymi z 2005 roku, 98,7% mieszkańców miasta jest narodowości brytyjskiej, 0,2% irlandzkiej, 0,2% mieszanej, 0,4% stanowią Chińczycy, a 0,5% inne narodowości.

## Sport
W mieście znajduje się siedziba seniorskiego klubu rugby – Barnstaple RFC. Drużyna ta gra w południowo-zachodniej pierwszej lidze. Poza tym w Barnstaple istnieje klub piłkarski – Barnstaple Town FC oraz klub squash – Barnstaple Squash Club.

## Urodzeni w Barnstaple
- Bruce Frederick Cummings (pseudonim artystyczny: W.N. P. Barbellion) – dziennikarz
- Francis Carruthers Gould – karykaturzysta i polityk
- Sir Francis Chichester – pilotarz i marynarz
- Giles Chichester – europejski polityk
- Marc Edworthy – piłkarz Derby County
- Sir Richard Eyre – reżyser teatralny, telewizyjny i filmowy
- John Gay – poeta i dramaturg
- Tim Wonnacott – antykwariusz i prezenter telewizyjny
- Tim Mills – były gitarzysta Iced Earth
- James Parsons – fizyk i antykwariusz
- Richard Roach Jewell – architekt
- Phil Vickery – rugbysta
- Snowy White – gitarzysta
- Carrie Davis – dziennikarz sportowy BBC Radio 1
- St. Cuthbert Mayne – ksiądz katolicki, męczennik